# ウサギワラビー
ウサギワラビー (Lagorchestes leporides) は、かつてオーストラリア南東部に生息していたワラビーの絶滅種である。1841年にジョン・グールドによって最初に記録された。

## 外観

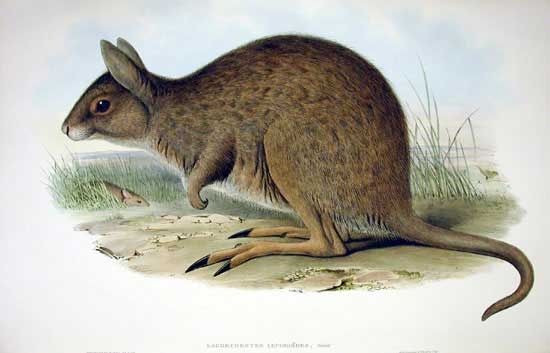
ジョン・グールドによるイラスト

ウサギワラビーは小型のカンガルー科で、現存する近縁種のコシアカウサギワラビー(Lagorchestes hirsutus)よりもやや大きく、細長い。体長は約50センチメートル、尾の長さは33センチメートルである。毛皮の色は黒から茶色、黄色、腹は灰色がかった白である。

## 分布

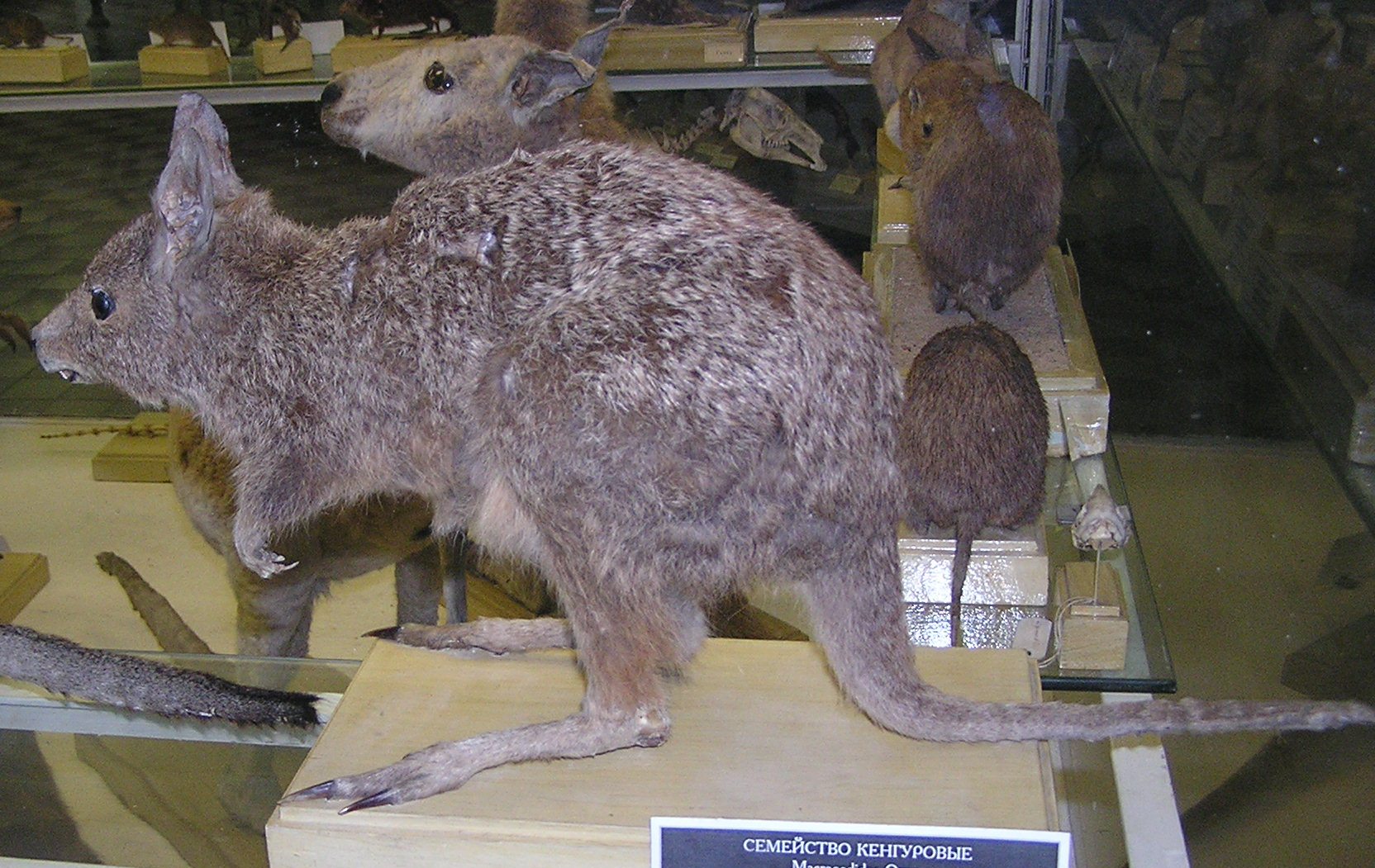
サンクトペテルブルクの動物学博物館にある標本

この種はかつてニューサウスウェールズ州、ビクトリア州の内陸部、および南オーストラリア州のマレー川流域に生息していた。マレー川とダーリング川の間の平地やリバプール平原に生息していた。好んで生息していたのは、開けた平原と草原である。

## 生態
現在、この種の生態についてはほとんど知られていない。夜行性の動物で、単独で行動していた。昼間は草の中でじっと座っていた。近づきすぎると、ものすごいスピードで飛び出してきた。ある個体は、犬に500メートルも追われていると、突然後ろに引き返し、ジョン・グールドの6メートル以内に戻ってきて、彼の頭上を飛び越えた。この種は1.8メートルの高さまでジャンプすることができた。

## 絶滅
この種の最後に知られている標本は、1889年8月にニューサウスウェールズ州で採集されたメスである。それ以降の目撃情報はなかったが、1930年代に入っても研究者の間ではこの種の絶滅についてまだ確定的ではなかった。
絶滅の原因は不明のままである。分布域全体で集約農業が導入され、またアカギツネが生息地で拡大する前に絶滅したためである。絶滅の原因として、牛や羊による草原の生息地の踏みつけ 、導入された猫による捕食などが示唆されている。